# 張明化
張明化（1536年—？），字成甫，直隸松江府華亭縣人，民籍，明朝政治人物。

## 生平
隆慶元年（1567年）丁卯科應天府鄉試第七十六名舉人。隆慶二年（1568年）聯捷戊辰科會試第三百十八名，三甲第一百四十二名進士。历官南京兵部职方司郎中，万历元年（1573年）勒令回籍听勘。

## 家族
曾祖張瓛；祖父張宗義，號隺南；父張士毅（1505年-1561年），字子强，號近松，累赠奉政大夫南京吏部郎中；母陸氏（1505年-1586年），累封太淑人。慈侍下。兄张明正（南京礼部主事）。從兄明德、明治。從弟明善、明道、明教。